# Пентешть
Пентешть, Пентешті (рум. Păntești) — село у повіті Алба в Румунії. Входить до складу комуни Арієшень.
Село розташоване на відстані 344 км на північний захід від Бухареста, 76 км на північний захід від Алба-Юлії, 71 км на південний захід від Клуж-Напоки, 143 км на північний схід від Тімішоари.

## Населення
За даними перепису населення 2002 року у селі проживали 117 осіб, усі — румуни. Усі жителі села рідною мовою назвали румунську.